# Прокопенко, Максим Сергеевич
Макси́м Серге́евич Прокопе́нко (род. 23 марта 1984, Ольшанка, Кировоградская область) — украинский и азербайджанский гребец-каноист, в период 2004—2008 выступал за сборную Украины, с 2009 года по 2012-й представлял Азербайджан. Участник трёх летних Олимпийских игр, чемпион Европы, призёр чемпионатов мира, многократный победитель национальных первенств и различных этапов Кубка мира. Мастер спорта международного класса.

## Биография
Максим Прокопенко родился 23 марта 1984 года в посёлке городского типа Ольшанка. Активно заниматься греблей начал в возрасте девяти лет, проходил подготовку на местной гребной базе под руководством тренера Сергея Крайтора, позже присоединился к клубу «Динамо-Колос» из Николаева. Первого серьёзного успеха добился в 2004 году, когда впервые вошёл в основной состав национальной сборной Украины, дебютировал на Кубке мира и на взрослом чемпионате Европы. Благодаря череде удачных выступлений удостоился права защищать честь страны на летних Олимпийских играх в Афинах, вместе с Русланом Джалиловым участвовал в заплывах на 500 и 1000 метров, однако в обоих случаях смог дойти только до полуфинальных стадий.
В 2005 году побывал на чемпионате Европы в Познани и на чемпионате мира в Загребе — во всех случаях уверенно дошёл до финала. Год спустя выиграл первые взрослые международные медали, с каноэ-двойкой на дистанции 1000 метров занял третье место на этапе мирового кубка и в той же дисциплине добыл бронзу на мировом первенстве в Сегеде. Ещё через год продолжил показывать хорошие результаты, дважды попал в число призёров Кубка мира в полукилометровых гонках двухместных каноэ, побывал на первенстве мира в Дуйсбурге. В 2008 году добыл серебро на европейском первенстве в Милане, был вторым с двойкой на тысяче метров. Прошёл квалификацию на Олимпийские игры в Пекин, в паре со своим новым партнёром Сергеем Безуглым сумел пробиться в финал заплывов на 500 метров, однако в решающей гонке финишировал лишь восьмым.
После пекинской Олимпиады Прокопенко вместе с несколькими партнёрами по команде принял азербайджанское гражданство и стал выступать за сборную Азербайджана. В 2009 году среди двоек выиграл бронзовую и серебряную медали на чемпионате мира в канадском Дартмуте, на полукилометровой и километровой дистанциях соответственно, тогда как на первенстве Европы в немецком Бранденбурге взял бронзу в дисциплине С-2 500 м. В следующем сезоне заслужил звание чемпиона Европы, победив на соревнованиях в испанской Тразоне, с двойкой на дистанции 1000 метров, кроме того, стал здесь серебряным призёром на 500 метров. Ещё одну серебряную медаль привёз с чемпионата мира в Познани, тоже 500 метров. На чемпионате мира 2011 года в Сегеде поднимался на пьедестал почёта трижды, с двойкой выиграл серебряные медали в километровой и полукилометровой гонках, а третью серебряную награду получил за участие в эстафете одиночек. Также в этом сезоне добавил в послужной список серебро с чемпионата Европы в Белграде, выигранное в парной полукилометровой дисциплине.
В 2012 году Безуглый и Прокопенко прошли отбор на Олимпийские игры в Лондон, представляли страну в парной километровой программе. Они уверенно вышли в финал, в решающей гонке на протяжении большей части дистанции держались на первом месте впереди всех своих соперников, однако за 250 метров до финиша заметно сбавили в скорости и в итоге оказались на четвёртой позиции.
Вскоре после лондонской Олимпиады Максим Прокопенко принял решение завершить карьеру профессионального спортсмена. Ныне вместе с семьёй проживает в Николаеве, работает детским тренером в родном ольшанском гребном клубе. Имеет высшее образование, окончил Николаевский национальный университет имени В. А. Сухомлинского, где обучался на факультете физического воспитания и спорта.